# بولات زوماديلوف
بولات زوماديلوف (مواليد 22 أبريل 1973) هو ملاكم كازاخستاني، مثّل بلاده في الألعاب الأولمبية الصيفية في دورتي 1996 و2000.

## روابط خارجية
بولات زوماديلوف على موقع أوليمبيديا (الإنجليزية)